# Anagenesia albescens
Anagenesia albescens is een haft uit de familie Palingeniidae. De wetenschappelijke naam van de soort is voor het eerst geldig gepubliceerd in 1965 door Demoulin.
De soort komt voor in het Oriëntaals gebied.